# Tarzan und die Amazonen
Tarzan und die Amazonen (Originaltitel: Tarzan and the Amazons) ist ein US-amerikanischer Abenteuerfilm von Kurt Neumann aus dem Jahr 1945. Grundlage für das Drehbuch waren die Tarzan-Romane von Edgar Rice Burroughs. Uraufgeführt wurde der Film am 29. April 1945. In Deutschland wurde der Film erstmals am 6. Januar 1950 in den Kinos gezeigt.

## Handlung
Tarzan rettet eine junge Frau vor Raubtieren. Bei der Rettung stürzt sie ins Wasser eines Flusses, aus dem die Schimpansin Cheetah ein Armband der Frau fischt. Die Frau heißt Athena und stammt aus Palmyra, einer versteckten Stadt in den Bergen, die nur von Frauen bewohnt wird. Tarzan bringt Athena, deren Knöchel verletzt ist, zurück in ihre Stadt. Sein Adoptivsohn Boy, den er zurückgeschickt hat, folgt ihnen dennoch. Die Königin der Stadt ist Tarzan für die Rettung dankbar. Sie erinnert ihn daran, dass alle anderen Eindringlinge getötet werden.
Kurz nach dem Vorfall kehrt Jane aus England in den Dschungel zurück. In ihrer Begleitung ist Sir Guy Henderson, ein Archäologe, der eine Expedition mit seinen Partnern Anders und Brenner plant. An der Poststation angekommen, die von Ballister geleitet wird, wird Jane von Cheetah begrüßt, die ihr das gefundene Armband übergibt. Brenner erkennt an der Prägung, dass das Armband aus Palmyra stammt und will Tarzan ausfragen. Der fühlt sich belästigt und verlässt mit Jane die Poststation. Ballister erzählt nun Brenner Geschichten über die Amazonenstadt, in der es Gold geben soll. Ballister überzeugt Brenner davon, nach der Stadt zu suchen, nur Henderson ist dagegen. Man beschließt, Tarzan als Führer zu engagieren. Doch als Ballister eine hilflose Löwenmutter erschießt, weigert sich Tarzan. Henderson will nun die Expedition nach Norden führen und verabschiedet sich von Tarzan, Jane und Boy. Boy ist ärgerlich über den Abgang Hendersons, mit dem er Freundschaft geschlossen hat, denn er ist von den archäologischen Werkzeugen fasziniert.
Als Tarzan alleine auf Jagd ist, folgt Boy der Expedition. Er bietet sich als Führer nach Palmyra an. Jane bemerkt das Verschwinden Boys und sucht ihn. Es kommt Sturm auf, ein Baum wird entwurzelt und begräbt Jane unter sich. Derweil hat die Expedition Palmyra erreicht. Die Königin verurteilt die Eindringlinge zum Tode. Die Männer sichern ihr ihre guten Absichten zu, die Königin hebt das Todesurteil auf und macht die Männer zu Fronarbeitern.
Tarzan kehrt von der Jagd zurück und findet Jane unter dem umgestürzten Baum. Er befreit sie. Zur gleichen Zeit beauftragt Boy Cheetah, Athena zu finden, in der Hoffnung, dass sie der Expedition zur Flucht verhelfen kann. Athena willigt ein und lässt die Männer aus ihrem Gefängnis. Der habgierige Ballister will vor der Flucht jedoch noch den Tempel der Stadt plündern. Als sich Henderson gegen ihn wendet, wird er von Ballister getötet. Athena will vor den Männern fliehen, doch Ballister wirft ihr ein Messer in den Rücken. Noch bevor sie stirbt, kann sie Alarm schlagen. Als die Frauen mit Pfeil und Bogen angreifen, flieht Cheetah um Tarzan zu holen. Anders und Ballister können dem Kampf entkommen und sprengen einen Pass, um die Frauen an der Verfolgung zu hindern.
Die Königin nimmt Boy gefangen und verurteilt ihm zum Tode. Tarzan, von Cheetah zu Hilfe gerufen, trifft derweil auf Anders und Ballister, die den gestohlenen Schatz mit sich tragen. Er lockt sie in Treibsand und nimmt ihnen das Gold ab. Er überquert den Pass auf einem Baumstamm und betritt Palmyra. Tarzan übergibt den gestohlenen Schatz und kann Boy mit sich zurück nach Hause nehmen.

## Hintergrund
Im neunten Tarzan-Abenteuer mit Johnny Weissmüller gab Brenda Joyce ihr Debüt als Jane und löste damit Maureen O’Sullivan ab. Joyce spielte diese Rolle insgesamt fünf Mal, vier Mal davon an der Seite Weissmüllers. Die geborene Russin Maria Ouspenskaya spielte bis zu ihrem Tod 1949 nur noch in drei weiteren Filmen mit.
Im Gegensatz zu seinem Regie-Vorgänger Wilhelm Thiele, der die zwei vorausgegangenen Tarzan-Filme inszeniert hatte, war Kurt Neumann kein Naziflüchtling, er kam schon zu Beginn des Tonfilms in die USA. Der gebürtige Nürnberger wurde als Regisseur des Horrorfilms Die Fliege bekannt. Kameramann Archie Stout sollte 1953 einen Oscar gewinnen. Co-Autorin Marjorie L. Pfaelzer war die Tochter des Produzenten Sol Lesser.

## Kritiken
Das Lexikon des internationalen Films bezeichnete den Film als „Standard-Abenteuer in Serienmanier, das allenfalls durch die Einbeziehung des kleinen Jungen Emotionen weckt“.

## Synchronisation
Die deutsche Synchronfassung entstand 1949 bei der RKO Synchron Abteilung Berlin unter der Synchronregie und nach dem Dialogbuch von Christine Lembach. Sie macht aus „Boy“ einen „Burt“.
| Rolle             | Darsteller         | Synchronsprecher     |
| ----------------- | ------------------ | -------------------- |
| Tarzan            | Johnny Weissmüller | Wilhelm Borchert     |
| Jane              | Brenda Joyce       | Rose Sybille Lorandt |
| Boy               | Johnny Sheffield   | Michael Günther      |
| Sir Guy Henderson | Henry Stephenson   | Arthur Schröder      |
| Ballister         | Barton MacLane     | Harry Giese          |
| Anders            | Donald Douglas     | Theodor Vogeler      |
| Brenner           | Steven Geray       | Walter Bluhm         |